# Бюссе, Люсьен
Люсьен Бюссе (фр. Lucien Buysse; 11 сентября 1892, Дейнзе, Бельгия — 7 октября 1969, Дейнзе, Бельгия) — бельгийский профессиональный шоссейный велогонщик в 1913-1933 годах. Победитель велогонки «Тур де Франс» (1926). Брат бельгийского профессионального велогонщика Марселя Бюссе.

## Достижения

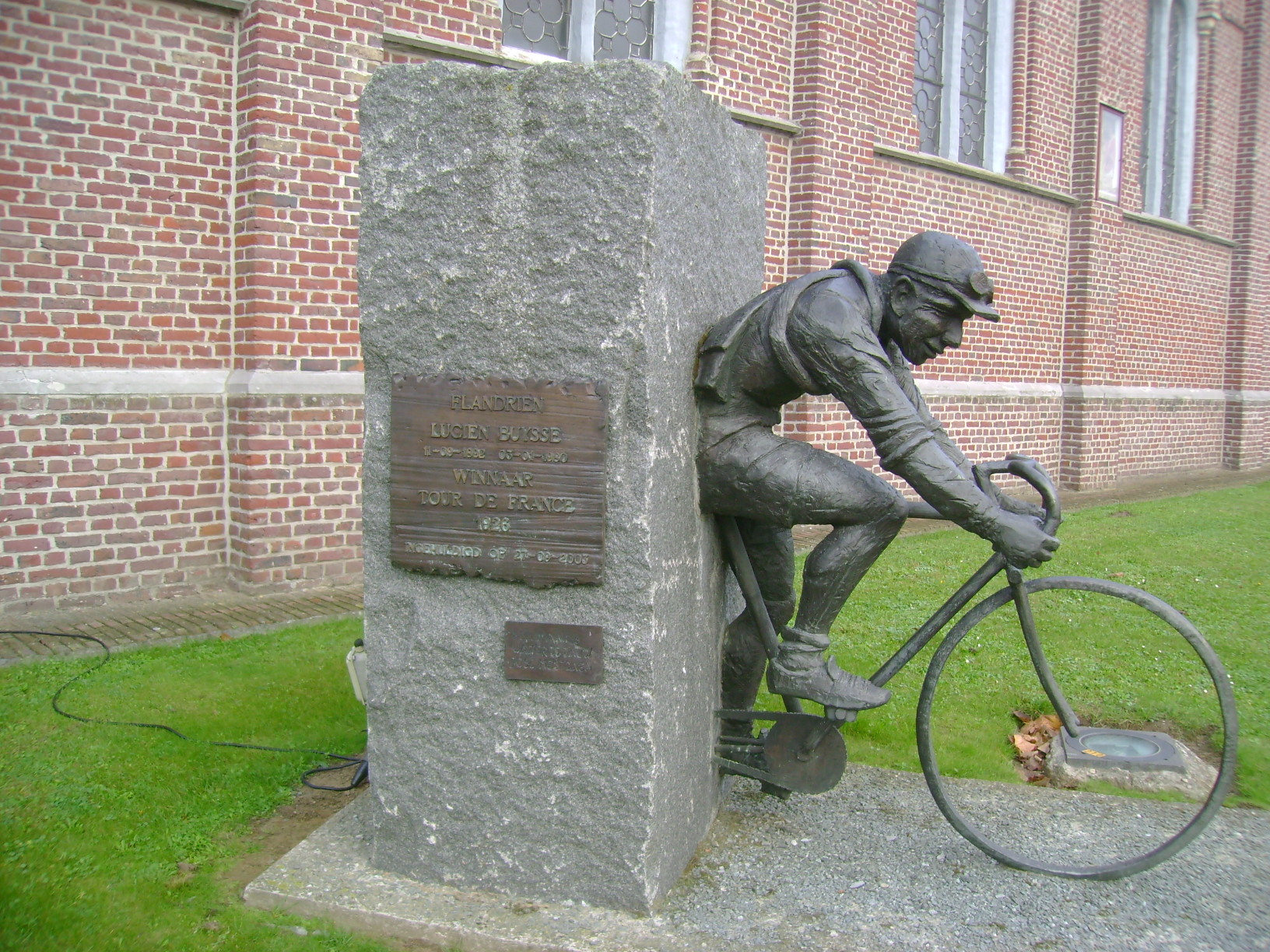
Памятник Бюссе в Вонтергеме

1913
8-й Льеж — Бастонь — Льеж
1919
8-й Grand Prix de l'Armistice
1920
2-й Льеж — Бастонь — Льеж
3-й Париж — Рубе
7-й Тур Фландрии
1921
1-й — Этап 5 Тур Бельгии
4-й Джиро д’Италия — Генеральная классификация
1922
5-й Тур Фландрии
1923
8-й Тур де Франс — Генеральная классификация
1-й — Этап 8
1924
3-й Тур де Франс — Генеральная классификация
1925
2-й Тур де Франс — Генеральная классификация
1-й — Этапы 11 и 12
10-й Париж — Тур
1926
1-й  Тур де Франс — Генеральная классификация
1-й — Этапы 10 и 11
3-й Бордо — Париж
1927
1-й Stadsprijs Geraardsbergen
3-й Тур Страны Басков — Генеральная классификация
1-й — Этап 4
1928
2-й Чемпионат Фландрии 
4-й Тур Фландрии 

## Статистика выступлений

### Гранд-туры
| Гранд-тур                 | 1914 | 1915-1918 | 1919 | 1920 | 1921 | 1922 | 1923 | 1924 | 1925 | 1926 | 1927 | 1928 | 1929 | 1930 |
| ------------------------- | ---- | --------- | ---- | ---- | ---- | ---- | ---- | ---- | ---- | ---- | ---- | ---- | ---- | ---- |
| (с 1931 -) Джиро д’Италия | —    | НП        | —    | —    | 4    | —    | —    | —    | —    | —    | —    | —    | —    | —    |
| (с 1919 - ) Тур де Франс  | НФ   | НП        | НФ   | —    | —    | —    | 8    | 3    | 2    | 1    | —    | —    | НФ   | НФ   |

| —  | Не участвовал                                      |
| НП | Соревнование не проводилось (Первая мировая война) |
| НФ | Не финишировал                                     |